# Chanh vàng Meyer
Chanh vàng Meyer (tên khoa học: Citrus × meyeri), là một giống chanh lai đặc hữu của Trung Quốc.
Nhiều nhà khoa học cho rằng, chanh vàng Meyer là kết quả của việc lai chéo giữa chanh vàng (Citrus limon) và quýt (Citrus reticulata), hoặc nhiều khả năng hơn là cam (Citrus sinensis). Số khác thì cho rằng bố mẹ của nó là thanh yên và quýt (hoặc giữa thanh yên với một giống bưởi lai nào đó đã bị tuyệt chủng).
Loài chanh này giới thiệu tại Hoa Kỳ vào năm 1908 bởi Frank Nicholas Meyer, một thành viên của Bộ Nông nghiệp Hoa Kỳ, sau chuyến du hành đến Trung Quốc.

## Mô tả

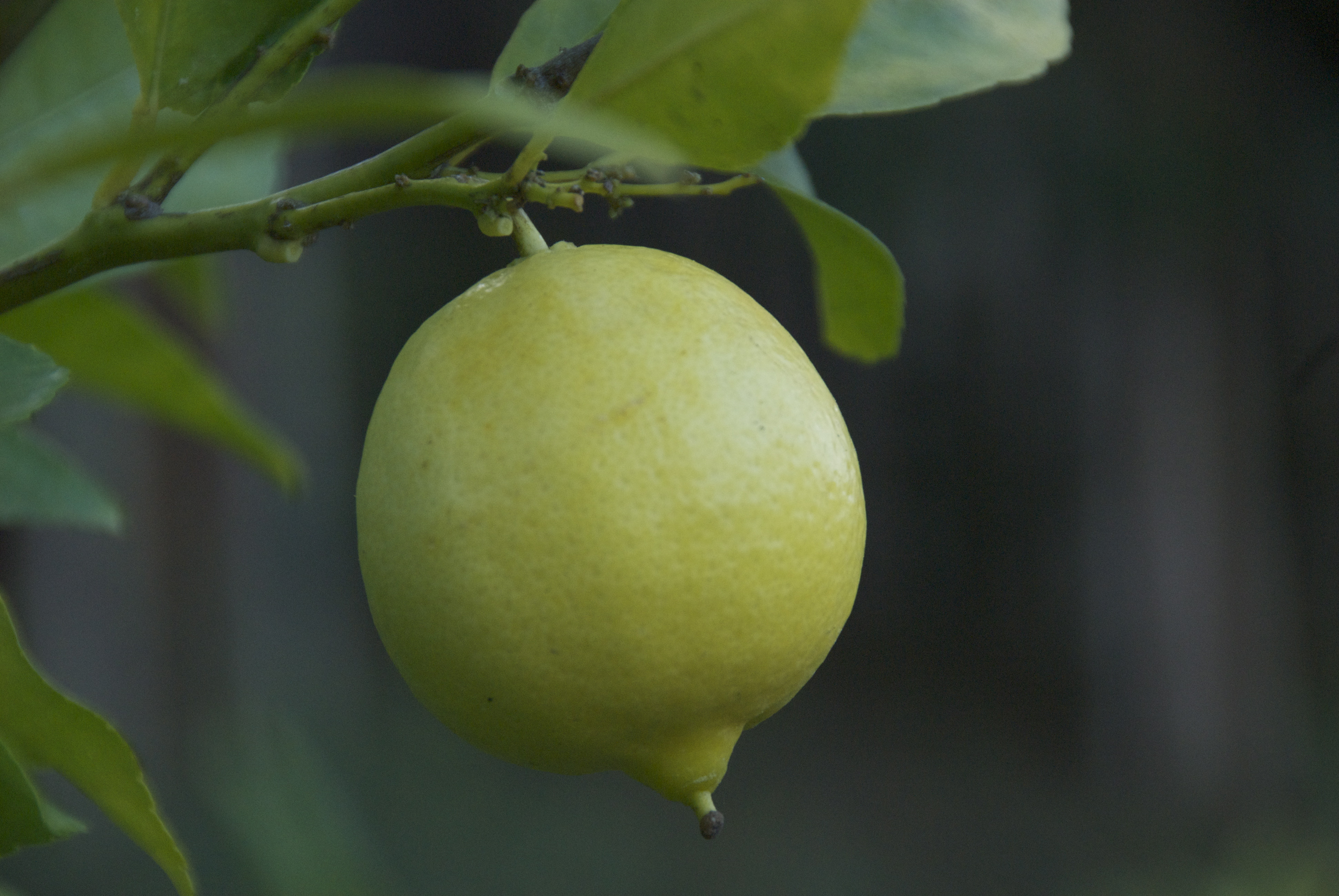
Một trái chanh Meyer gần chín

Cây cao khoảng 2 – 3 m khi trưởng thành, thường được cắt tỉa gọn gàng. Lá màu xanh đậm và sáng bóng. Hoa trắng muốt, thơm, nở quanh năm trong điều kiện khí hậu ấm áp. Quả tròn lớn, đường kính gần 8 cm, ít hạt; vỏ màu vàng chanh, láng mịn, có núm như chanh dây. Chanh vàng Meyer ít chua và ngọt hơn những giống chanh thông thường.

## Giống chanh mới
Những quả chanh vàng Meyer được trồng ngày nay đều được gọi là "chanh vàng Meyer cải tiến", được tìm thấy trong những năm 1950 và được Đại học California giới thiệu vào năm 1957. Giống chanh vàng Meyer ban đầu đã bị loại bỏ do chúng chứa các vi khuẩn gây bệnh, đã giết chết những cây họ cam quýt khác.

## Sử dụng

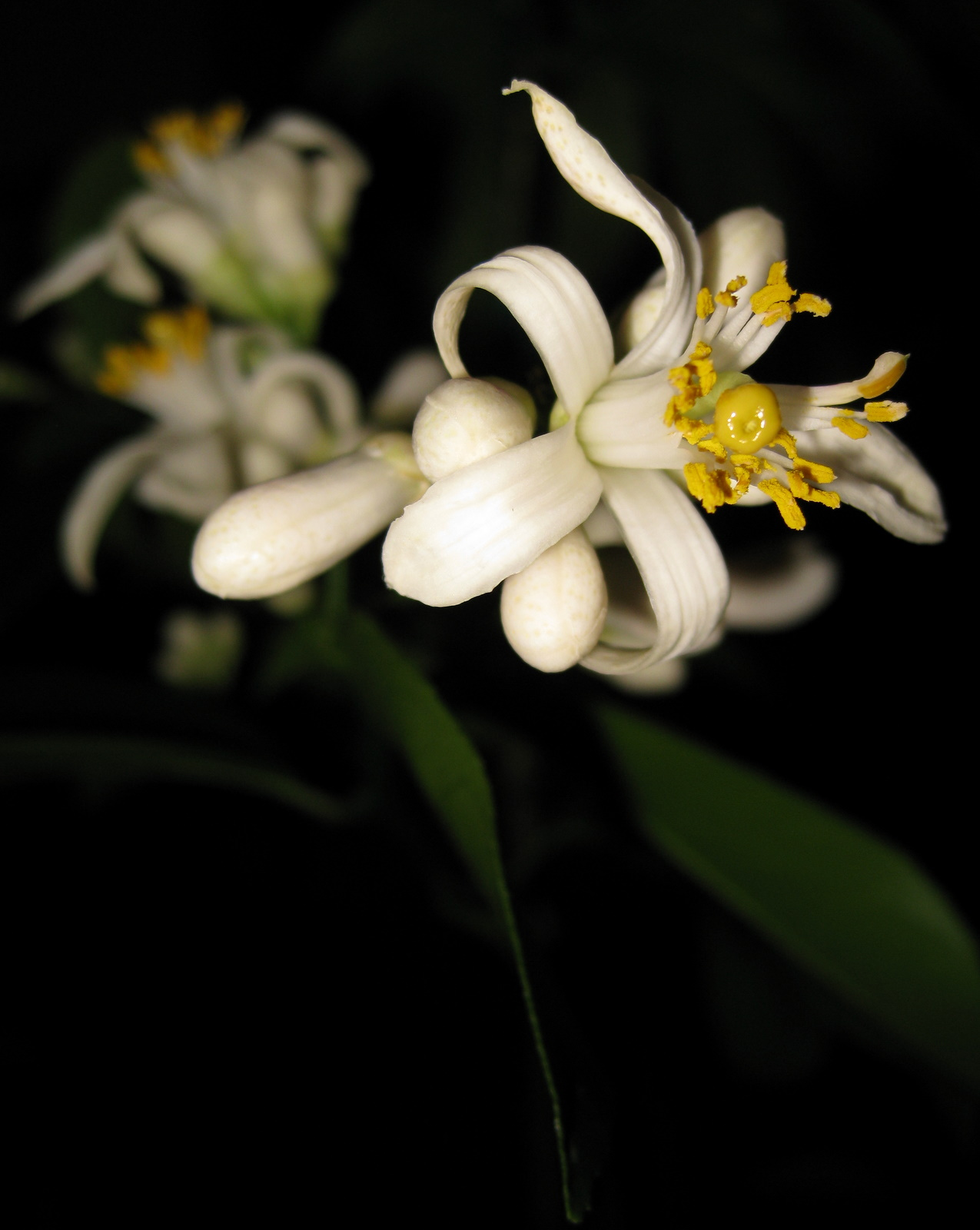
Hoa của chanh Meyer

Chanh vàng Meyer thường được trồng như một cây cảnh. Quả của nó trở thành một nguyên liệu dùng trong thực phẩm tại Hoa Kỳ sau khi được tái phát hiện bởi các đầu bếp như Alice Waters và Martha Stewart. Nước cốt chanh Meyer là một nguyên liệu tuyệt vời để làm nên những chiếc bánh ngọt.
Chanh vàng Meyer thường ra hoa và quả cùng một lúc, lại không chịu được sương giá. Vì thế cây của nó thường được ghép vào gốc của giống cam đắng Trung Quốc để tăng cường sự chịu lạnh và ức chế sự ra hoa vào mùa đông.